# Khalilou Fadiga
Khalilou Fadiga (Dakar, 30 dicembre 1974) è un ex calciatore senegalese di ruolo centrocampista.

## Caratteristiche tecniche
Fadiga era un centrocampista che preferiva giocare sulla fascia, specialmente sulla sinistra. In alternativa era in grado di giocare dietro le punte.

## Carriera

### Club
Dopo aver ben figurato al campionato mondiale di calcio 2002, fu notato dall'Inter, con cui nel mese di luglio dell'anno successivo firmò un contratto triennale. Prima dell'inizio della stagione gli vennero però diagnosticati dei problemi cardiaci che gli impedirono di giocare in Italia. Nel 2004 si trasferì in Inghilterra. Nonostante i medici gli avessero consigliato di ritirarsi continuò a giocare con il Bolton, il Derby County e il Coventry City. Nel 2008 tornò in Belgio, dove giocò con le maglie di Gent e Germinal Beerschot, prima di ritirarsi definitivamente a 34 anni.

### Nazionale
Partecipò con la nazionale del Senegal alla Coppa del Mondo del 2002 in Corea del Sud e Giappone. Dopo aver superato il girone e sconfitto la Svezia agli ottavi, la nazionale africana fu sconfitta ai quarti di finale dalla Turchia. In quella competizione giocò quattro partite e segnò un gol (Su rigore contro l'Uruguay). Per questo venne inserito nella lista dei migliori giocatori del mondiale.
Conta 39 presenze e 4 reti con il Senegal con cui ha disputato 2 Coppe d'Africa (2000, 2002) e 1 Mondiale (2002).

## Vita privata
È padre del calciatore belga senegalese Noah Fadiga.

## Statistiche

### Presenze e reti nei club
| Stagione           | Squadra            | Campionato         | Campionato | Campionato | Coppe nazionali | Coppe nazionali | Coppe nazionali | Coppe continentali | Coppe continentali | Coppe continentali | Altre coppe | Altre coppe | Altre coppe | Totale | Totale |
| Stagione           | Squadra            | Comp               | Pres       | Reti       | Comp            | Pres            | Reti            | Comp               | Pres               | Reti               | Comp        | Pres        | Reti        | Pres   | Reti   |
| ------------------ | ------------------ | ------------------ | ---------- | ---------- | --------------- | --------------- | --------------- | ------------------ | ------------------ | ------------------ | ----------- | ----------- | ----------- | ------ | ------ |
| 1993-1994          | Red Star           | D2                 | 0          | 0          | CF              | 0               | 0               | -                  | -                  | -                  | -           | -           | -           | 0      | 0      |
| 1994-1995          | RFC Liegi          | D1                 | 26         | 5          | CB              | ?               | ?               | -                  | -                  | -                  | -           | -           | -           | 26+    | 5+     |
| 1995-1996          | KFC Lommel         | D1                 | 20         | 0          | CB              | ?               | ?               | -                  | -                  | -                  | -           | -           | -           | 20+    | 0+     |
| 1996-1997          | KFC Lommel         | D1                 | 28         | 2          | CB              | ?               | ?               | -                  | -                  | -                  | -           | -           | -           | 28+    | 2+     |
| Totale Lommel      | Totale Lommel      | Totale Lommel      | 48         | 2          |                 | ?               | ?               |                    | -                  | -                  |             | -           | -           | 48+    | 2+     |
| 1997-1998          | Club Bruges        | D1                 | 31         | 3          | CB              | ?               | ?               | CU                 | 3                  | 1                  | -           | -           | -           | 34+    | 4+     |
| 1998-1999          | Club Bruges        | D1                 | 21         | 4          | CB              | ?               | ?               | UCL+CU             | 2+4                | 1+0                | SB          | 0           | 0           | 27+    | 5+     |
| 1999-2000          | Club Bruges        | D1                 | 17         | 2          | CB              | 1               | 0               | CU                 | 1                  | 0                  | -           | -           | -           | 19     | 2      |
| ago. 2000          | Club Bruges        | D1                 | 3          | 4          | CB              | -               | -               | CU                 | -                  | -                  | -           | -           | -           | 3      | 4      |
| Totale Club Bruges | Totale Club Bruges | Totale Club Bruges | 72         | 13         |                 | 1+              | 0+              |                    | 10                 | 2                  |             | 0           | 0           | 83+    | 15+    |
| set. 2000-2001     | Auxerre            | D1                 | 21         | 1          | CF+CdL          | 2+2             | 2+0             | Int                | -                  | -                  | -           | -           | -           | 25     | 3      |
| 2001-2002          | Auxerre            | D1                 | 27         | 8          | CF+CdL          | 0+2             | 0+0             | -                  | -                  | -                  | -           | -           | -           | 29     | 8      |
| 2002-2003          | Auxerre            | L1                 | 33         | 1          | CF+CdL          | 4+0             | 0+0             | UCL+CU             | 8+4                | 1+0                | -           | -           | -           | 49     | 2      |
| Totale Auxerre     | Totale Auxerre     | Totale Auxerre     | 81         | 10         |                 | 10              | 2               |                    | 12                 | 1                  |             | -           | -           | 103    | 13     |
| 2003-2004          | Inter              | A                  | 0          | 0          | CI              | 0               | 0               | UCL+CU             | 0+0                | 0+0                | -           | -           | -           | 0      | 0      |
| ott. 2004-2005     | Bolton             | PL                 | 5          | 0          | FACup+CdL       | 1+0             | 0+0             | -                  | -                  | -                  | -           | -           | -           | 6      | 0      |
| set. 2005          | Derby County       | FLC                | 4          | 0          | FACup+CdL       | -               | -               | -                  | -                  | -                  | -           | -           | -           | 4      | 0      |
| ott. 2005-2006     | Bolton             | PL                 | 8          | 1          | FACup+CdL       | 2+0             | 0+0             | CU                 | 2                  | 0                  | -           | -           | -           | 12     | 1      |
| Totale Bolton      | Totale Bolton      | Totale Bolton      | 13         | 1          |                 | 3               | 0               |                    | 2                  | 0                  |             | -           | -           | 18     | 1      |
| feb.-giu. 2007     | Coventry City      | FLC                | 6          | 0          | FACup+CdL       | -               | -               | -                  | -                  | -                  | -           | -           | -           | 6      | 0      |
| gen.-giu. 2008     | Gent               | D1                 | 17         | 0          | CB              | 4               | 0               | Int                | -                  | -                  | -           | -           | -           | 21     | 0      |
| ago.-dic. 2008     | Germinal Beerschot | PL                 | 10         | 0          | CB              | 0               | 0               | Int                | 2                  | 0                  | SO          | 1           | 0           | 33     | 1      |
| 2011-2012          | KSV Temse          | D3A                | 1          | 0          | -               | -               | -               | -                  | -                  | -                  | -           | -           | -           | 1      | 0      |
| Totale carriera    | Totale carriera    | Totale carriera    | 198        | 31         |                 | 18+             | 2+              |                    | 26                 | 3                  |             | -           | -           | 242+   | 36+    |

### Cronologia presenze e reti in Nazionale
| Cronologia completa delle presenze e delle reti in nazionale ― Senegal | Cronologia completa delle presenze e delle reti in nazionale ― Senegal | Cronologia completa delle presenze e delle reti in nazionale ― Senegal | Cronologia completa delle presenze e delle reti in nazionale ― Senegal | Cronologia completa delle presenze e delle reti in nazionale ― Senegal | Cronologia completa delle presenze e delle reti in nazionale ― Senegal | Cronologia completa delle presenze e delle reti in nazionale ― Senegal | Cronologia completa delle presenze e delle reti in nazionale ― Senegal |
| Data                                                                   | Città                                                                  | In casa                                                                | Risultato                                                              | Ospiti                                                                 | Competizione                                                           | Reti                                                                   | Note                                                                   |
| ---------------------------------------------------------------------- | ---------------------------------------------------------------------- | ---------------------------------------------------------------------- | ---------------------------------------------------------------------- | ---------------------------------------------------------------------- | ---------------------------------------------------------------------- | ---------------------------------------------------------------------- | ---------------------------------------------------------------------- |
| 25-1-2000                                                              | Kano                                                                   | Senegal                                                                | 3 – 1                                                                  | Burkina Faso                                                           | Coppa d'Africa 2000 - 1º turno                                         | -                                                                      | 62’                                                                    |
| 28-1-2000                                                              | Kano                                                                   | Egitto                                                                 | 1 – 0                                                                  | Senegal                                                                | Coppa d'Africa 2000 - 1º turno                                         | -                                                                      |                                                                        |
| 1-2-2000                                                               | Lagos                                                                  | Zambia                                                                 | 2 – 2                                                                  | Senegal                                                                | Coppa d'Africa 2000 - 1º turno                                         | -                                                                      | 70’                                                                    |
| 7-2-2000                                                               | Lagos                                                                  | Nigeria                                                                | 2 – 1 dts                                                              | Senegal                                                                | Coppa d'Africa 2000 - Quarti di finale                                 | 1                                                                      | 99’                                                                    |
| 23-4-2000                                                              | Dakar                                                                  | Senegal                                                                | 1 – 0                                                                  | Benin                                                                  | Qual. Mondiali 2002                                                    | -                                                                      | 69’                                                                    |
| 16-6-2000                                                              | Annaba                                                                 | Algeria                                                                | 1 – 1                                                                  | Senegal                                                                | Qual. Mondiali 2002                                                    | -                                                                      |                                                                        |
| 9-7-2000                                                               | Dakar                                                                  | Senegal                                                                | 0 – 0                                                                  | Egitto                                                                 | Qual. Mondiali 2002                                                    | -                                                                      |                                                                        |
| 13-1-2001                                                              | Kampala                                                                | Uganda                                                                 | 1 – 1                                                                  | Senegal                                                                | Qual. Coppa d'Africa 2002                                              | -                                                                      |                                                                        |
| 24-2-2001                                                              | Rabat                                                                  | Marocco                                                                | 0 – 0                                                                  | Senegal                                                                | Qual. Mondiali 2002                                                    | -                                                                      |                                                                        |
| 10-3-2001                                                              | Dakar                                                                  | Senegal                                                                | 4 – 0                                                                  | Namibia                                                                | Qual. Mondiali 2002                                                    | -                                                                      |                                                                        |
| 24-3-2001                                                              | Dakar                                                                  | Senegal                                                                | 3 – 0                                                                  | Uganda                                                                 | Qual. Mondiali 2002                                                    | -                                                                      | 70’                                                                    |
| 21-4-2001                                                              | Dakar                                                                  | Senegal                                                                | 3 – 0                                                                  | Algeria                                                                | Qual. Mondiali 2002                                                    | -                                                                      |                                                                        |
| 6-5-2001                                                               | Il Cairo                                                               | Egitto                                                                 | 1 – 0                                                                  | Senegal                                                                | Qual. Mondiali 2002                                                    | -                                                                      | 59’                                                                    |
| 21-7-2001                                                              | Windhoek                                                               | Namibia                                                                | 0 – 5                                                                  | Senegal                                                                | Qual. Mondiali 2002                                                    | 1                                                                      |                                                                        |
| 4-10-2001                                                              | Lens                                                                   | Senegal                                                                | 2 – 0                                                                  | Giappone                                                               | Amichevole                                                             | -                                                                      |                                                                        |
| 30-12-2001                                                             | Dakar                                                                  | Senegal                                                                | 1 – 0                                                                  | Algeria                                                                | Amichevole                                                             | -                                                                      |                                                                        |
| 20-1-2002                                                              | Bamako                                                                 | Egitto                                                                 | 0 – 1                                                                  | Senegal                                                                | Coppa d'Africa 2002 - 1º turno                                         | -                                                                      |                                                                        |
| 26-1-2002                                                              | Bamako                                                                 | Senegal                                                                | 1 – 0                                                                  | Zambia                                                                 | Coppa d'Africa 2002 - 1º turno                                         | -                                                                      | 46’                                                                    |
| 4-2-2002                                                               | Bamako                                                                 | Senegal                                                                | 2 – 0                                                                  | RD del Congo                                                           | Coppa d'Africa 2002 - Quarti di finale                                 | -                                                                      |                                                                        |
| 7-2-2002                                                               | Bamako                                                                 | Nigeria                                                                | 2 – 1 dts                                                              | Senegal                                                                | Coppa d'Africa 2002 - Semifinale                                       | -                                                                      |                                                                        |
| 10-2-2002                                                              | Bamako                                                                 | Senegal                                                                | 0 – 0 dts (2 – 3 dtr)                                                  | Camerun                                                                | Coppa d'Africa 2002 - Finale                                           | -                                                                      |                                                                        |
| 27-3-2002                                                              | Dakar                                                                  | Senegal                                                                | 2 – 1                                                                  | Bolivia                                                                | Amichevole                                                             | -                                                                      | 77’                                                                    |
| 14-5-2002                                                              | Riyad                                                                  | Arabia Saudita                                                         | 3 – 2                                                                  | Senegal                                                                | Amichevole                                                             | -                                                                      | 46’                                                                    |
| 23-5-2002                                                              | Tottori                                                                | Senegal                                                                | 1 – 0                                                                  | Ecuador                                                                | Amichevole                                                             | -                                                                      |                                                                        |
| 31-5-2002                                                              | Seul                                                                   | Senegal                                                                | 1 – 0                                                                  | Francia                                                                | Mondiali 2002 - 1º turno                                               | -                                                                      |                                                                        |
| 6-6-2002                                                               | Taegu                                                                  | Senegal                                                                | 1 – 1                                                                  | Danimarca                                                              | Mondiali 2002 - 1º turno                                               | -                                                                      | 10’                                                                    |
| 11-6-2002                                                              | Suwon                                                                  | Senegal                                                                | 3 – 3                                                                  | Uruguay                                                                | Mondiali 2002 - 1º turno                                               | 1                                                                      | 87’                                                                    |
| 22-6-2002                                                              | Osaka                                                                  | Senegal                                                                | 0 – 1 gg                                                               | Turchia                                                                | Mondiali 2002 - Quarti di finale                                       | -                                                                      |                                                                        |
| 8-9-2002                                                               | Maseru                                                                 | Lesotho                                                                | 0 – 1                                                                  | Senegal                                                                | Qual. Coppa d'Africa 2004                                              | -                                                                      | 24’, 89’                                                               |
| 12-10-2002                                                             | Dakar                                                                  | Senegal                                                                | 2 – 2                                                                  | Nigeria                                                                | Amichevole                                                             | -                                                                      | Uscita                                                                 |
| 19-11-2002                                                             | Johannesburg                                                           | Sudafrica                                                              | 1 – 1 (4 – 1 dtr)                                                      | Senegal                                                                | Amichevole                                                             | -                                                                      | 82’                                                                    |
| 12-2-2003                                                              | Parigi                                                                 | Marocco                                                                | 1 – 0                                                                  | Senegal                                                                | Amichevole                                                             | -                                                                      | Uscita                                                                 |
| 30-4-2003                                                              | Gafsa                                                                  | Tunisia                                                                | 1 – 0                                                                  | Senegal                                                                | Amichevole                                                             | -                                                                      | Uscita                                                                 |
| 7-6-2003                                                               | Dakar                                                                  | Senegal                                                                | 3 – 1                                                                  | Gambia                                                                 | Qual. Coppa d'Africa 2004                                              | -                                                                      | 78’                                                                    |
| 14-6-2003                                                              | Dakar                                                                  | Senegal                                                                | 3 – 0                                                                  | Lesotho                                                                | Qual. Coppa d'Africa 2004                                              | -                                                                      | Uscita                                                                 |
| 9-2-2005                                                               | Créteil                                                                | Camerun                                                                | 1 – 0                                                                  | Senegal                                                                | Amichevole                                                             | -                                                                      | 63’                                                                    |
| 26-3-2005                                                              | Dakar                                                                  | Senegal                                                                | 6 – 1                                                                  | Liberia                                                                | Qual. Mondiali 2006                                                    | 1                                                                      | 17’ 78’                                                                |
| 5-6-2005                                                               | Brazzaville                                                            | Rep. del Congo                                                         | 0 – 0                                                                  | Senegal                                                                | Qual. Mondiali 2006                                                    | -                                                                      | 71’                                                                    |
| 11-10-2008                                                             | Dakar                                                                  | Senegal                                                                | 1 – 1                                                                  | Gambia                                                                 | Qual. Mondiali 2010                                                    | -                                                                      | 60’                                                                    |
| Totale                                                                 |                                                                        | Presenze                                                               | 39                                                                     |                                                                        | Reti                                                                   | 4                                                                      |                                                                        |

## Palmarès

### Club
- Campionato belga: 1

Club Brugge: 1997-1998
- Supercoppa belga: 1

Club Brugge: 1998
- Coppa di Francia: 1

Auxerre: 2002-2003